# Тертка сланцева
Тертка сланцева (Cnestrum schisti) — вид мохів порядку дикранальних (Dicranales).

## Поширення
Батьківщиною є Європа, Північна Америка, Азія.
Населяє ущелини скель, ґрунт на камені; помірні висоти.

## Характеристика
Стебла 0.4–0.8(1) см. Листки 1.5–1.8(2) мм, від яйцювато-ланцетних до лінійно-ланцетних, гострі, гостро загострені на верхівці; краї плоскі або частково вузько загнуті, 2-шаруваті. Коробочкові ніжки 2–3(4) мм, прямі. Коробочка пряма, смугаста. Коробочки дозрівають навесні.